# ルネ・ブスケ

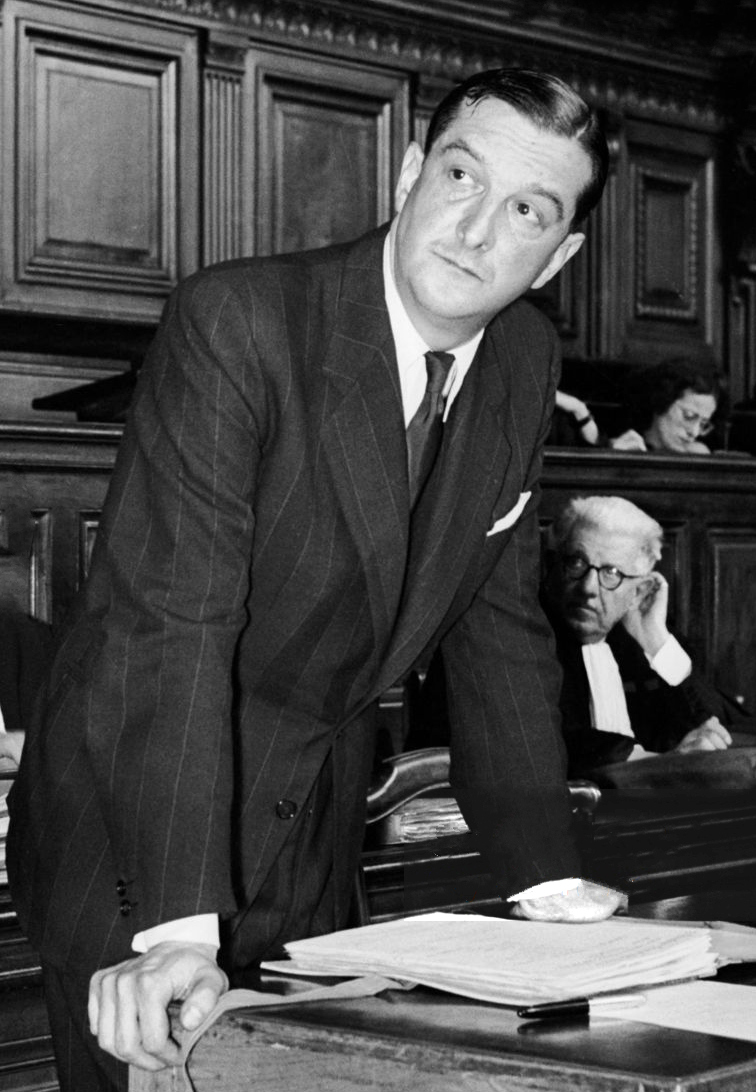
対独協力者裁判に臨むブスケ（1948年）

ルネ・ブスケ（René Bousquet, 1909年5月11日 - 1993年6月8日）は、フランスの政治家。第二次世界大戦中の1942年に警察長官としてユダヤ人の一斉検挙を指揮して強制収容所送りに協力した。1978年に過去が暴露され1991年に起訴されたが1993年に暗殺された。

## 生涯
モントーバン出身。政治的には急進社会党に近い行政官として始まり、1930年代には内務畑の高官として過ごしピエール・ラヴァルと親しくなった。人民戦線政府では極右対策室長を務めた。
ヴィシー政権下でマルヌ県知事となり翌年にはシャンパーニュ地域県知事の権限を得た。そこで行政と経済の再建に努め対独協力政党とは距離をおいていたが、政府の指示通り共産党員の監視と抑圧した。
そして1942年には警察長官に任命されユダヤ人やレジスタンスの逮捕を指揮した。7月16、17日、フランス北部でヴェル・ディヴの一斉検挙（ヴェロドローム・ディヴェール大量検挙事件）として知られている大規模なユダヤ人の強制連行をおこなった。捕らえられたユダヤ人たちは、パリ北部のドランシー収容所とパリ15区の冬期競輪場の2カ所にわけて収容された。競技場に収容されたユダヤ人たちは、5日間食べ物も水も与えられず、劣悪な衛生環境に置かれ、その後は、フランス国内にあったいくつかの収容所に一時的に送られ、やがてドイツの強制収容所に送られ殆どが死亡した。
ブスケは、ラヴァルの片腕だったが民兵団との勢力争いに敗れ、密かにレジスタンスを釈放したり公文書を焼き捨てたりした。1943年にはドイツ当局は、彼を左遷し休職にした。6月にゲシュタポに逮捕されドイツに移送されたが戦後の1945年に帰国した。帰国後、ユダヤ人を収容所に送った罪を問われフレーヌ刑務所に収監。1948年に仮釈放されるも、翌年の裁判では反祖国罪で5年の公民権剥奪が宣告された。但しレジスタンスにも協力的だったことが考慮され減刑になっている。
その後、大手銀行と急進社会党に庇護されながらインドシナ銀行→インドスエズ銀行に職を得、1958年には民主社会抗戦同盟から政界に出馬しようともしたものの落選に終わる。1978年に対独協力者によって過去が暴露されインドスエズ銀行を辞職するが、1981年に以前民主社会抗戦同盟の同志だったミッテランが大統領に就任すると私的な顧問としてエリゼ宮に出入りするまでになる。だがユダヤ系組織の追及から1989年に告訴され、1991年に起訴。審問中の1993年に内務省の役人と偽って自宅を訪問した49歳の男によって銃殺された。男の動機はマスコミから注目されることで政治的な理由はなかった。